# Luzula pallescens
Luzula pallescens là một loài thực vật có hoa trong họ Juncaceae. Loài này được Sw. mô tả khoa học đầu tiên năm 1814.

## Hình ảnh

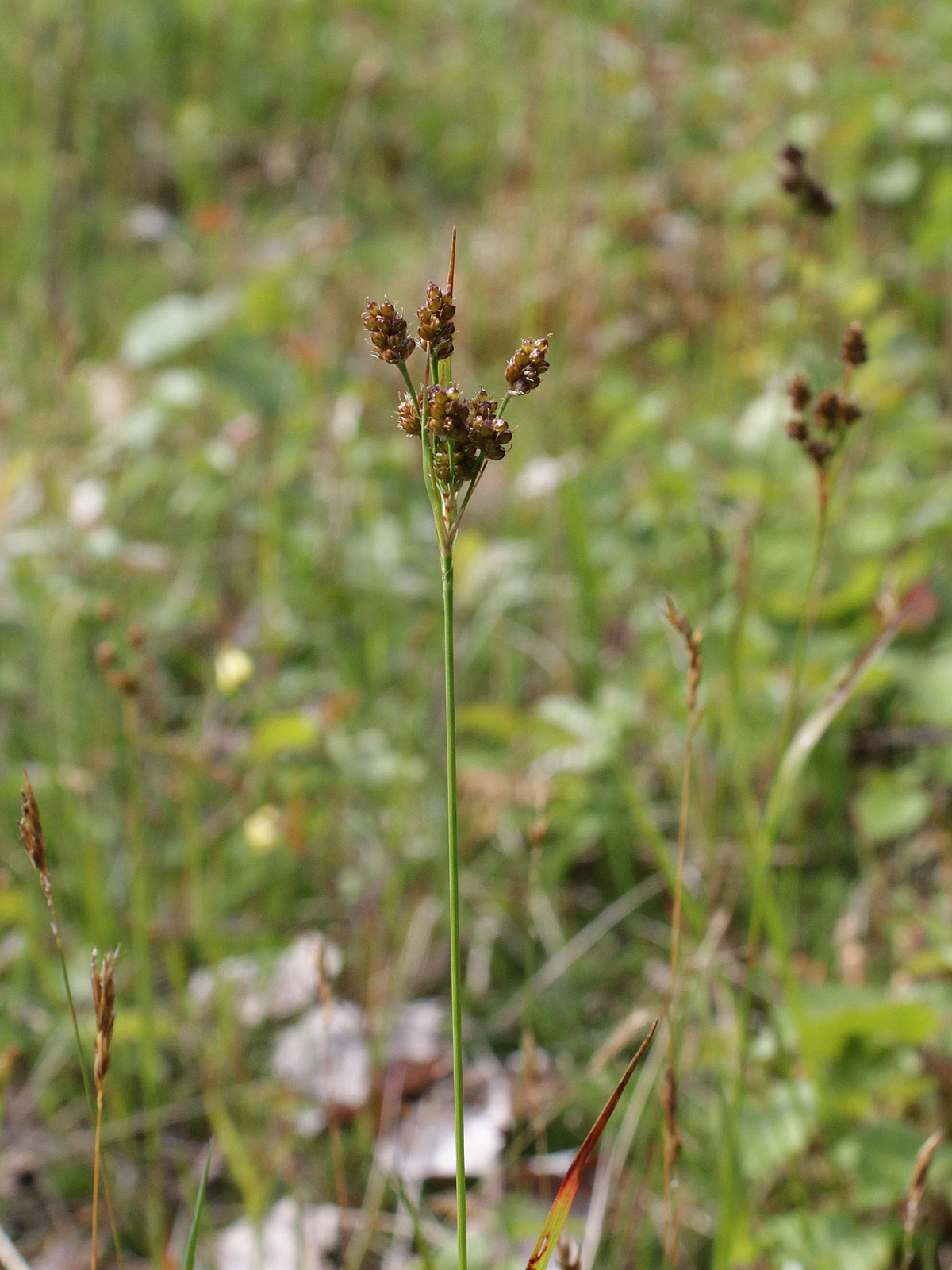